# 徐沭裕
徐沭裕（1971年11月—），男，汉族，江苏丹阳人，中华人民共和国金融人物。曾任中信银行小企业金融部总经理，中信银行副行长，高级经济师。毕业于暨南大学，后分别在2002年，2013年获中国人民解放军军需大学（现吉林大学）经济管理学学士学位，南开大学高级管理人员工商管理学硕士学位。现任中信保诚资产管理有限责任公司副总经理。